# Cytisus purpureus
Cytisus purpureus — вид трав'янистих рослин з родини бобові (Fabaceae), поширений у Австрії, Албанії, колишній Югославії, Італії.

## Опис
Широко розгалужений, лежачий або висхідний напівчагарник. Дерев'яні гілочки переростають у потрійні листки, листочки яких завдовжки 9–12 мм та шириною 5–7 мм, зверху загострені. Квіти ростуть у пазухах листя. Чашечка дзвоноподібна, від зеленуватого до коричнево-фіолетового кольору, з трубкою завдовжки ≈ 7 мм, зубчики якої досягають 3–4 мм. Віночок від фіолетового до малинового забарвлення, рідко світло-рожевий; щиток завдовжки 20–22 мм, крила завдовжки ≈ 15 мм, човник, схований у довші крила, жовтуватого кольору. Стручки голі, 15–25 мм завдовжки.

## Поширення
Поширений у Австрії, Албанії, колишній Югославії, Італії; натуралізований у Німеччині, Литві, Молдові, Україні.